# スヴャトポルク1世
スヴャトポルク（古東スラヴ語: Свѧтополкъ、980年頃 - 1019年、スビャトポルクとも）はキエフ大公国の大公。父・ウラジーミル1世の没後、弟のヤロスラフ1世などと継承権を巡って争い、一時はポーランド王ボレスワフ1世の助力を得てキエフ大公の座についたが、最期はヤロスラフに敗れ逃走中に病死した。
『原初年代記』では、修道女を母に持つという出自に加え、後に列聖された異母弟ボリスとグレブを権力争いの末暗殺したことから「呪われたスヴャトポルク」と呼ばれた。

## 出自
スヴャトポルクの祖父でキエフ・ルーシの公スヴャトスラフは、ビザンツに遠征した際に美しいギリシア人修道女を捕え、長男ヤロポルクに妻として与えた。972年にスヴャトスラフがペチェネグ族に襲撃され死去すると、ヤロポルクは弟オレグとの争いを経てキエフ・ルーシの公となるが、980年に弟ウラジーミルの手先によって殺害された。キエフ・ルーシの大公となったウラジーミルは、ヤロポルクの未亡人であるギリシア女性を自分のものとしたが、このときこの女性はすでに妊娠しており、やがて生まれたのがスヴャトポルクであった。この出自について『原初年代記』では次のように記述している。「罪の根からは悪い果実が生じる。…父は彼を愛さなかった。彼（スヴャトポルク）は二人の父 - ヤロポルクとウラジーミル - から生まれたのである。」
988年、スヴャトポルクは公としてキエフ北西の町トゥーロフに赴任し、ポーランド公ボレスワフ1世（勇敢王）の娘を妻に迎えた。このときコウォブジェク司教ラインベルンが王女の随伴としてトゥーロフへ来ている。だが後にウラジーミルはスヴャトポルクがボレスワフ王と通じているとして、妻およびラインベルン司教ともどもスヴャトポルクを投獄したという。

## キエフ大公位を巡る戦い

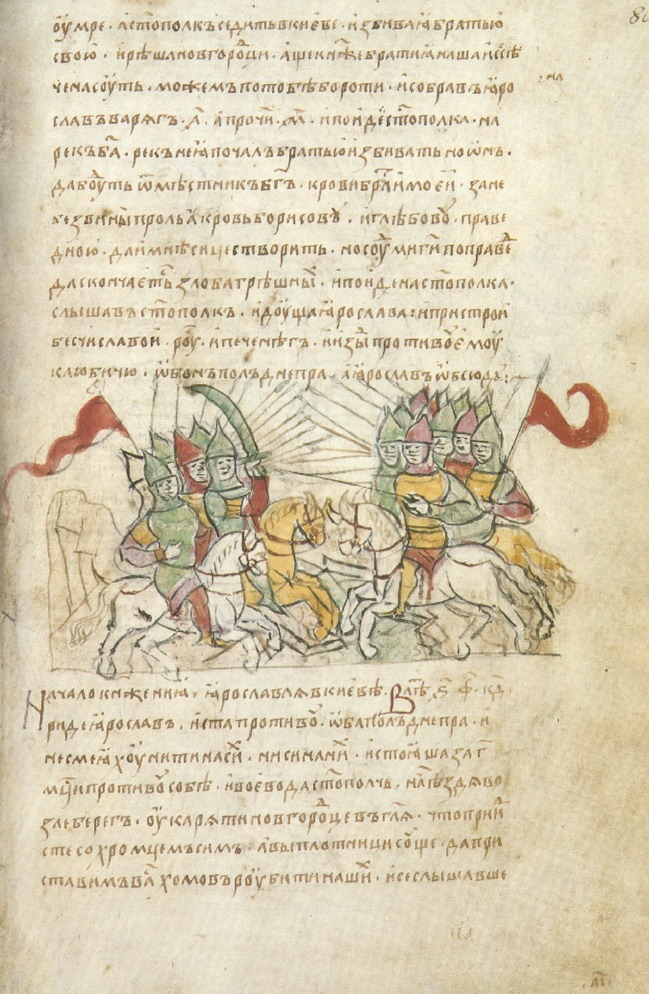
『ラジヴィウ年代記』に描かれた1016年のヤロスラフとの戦い

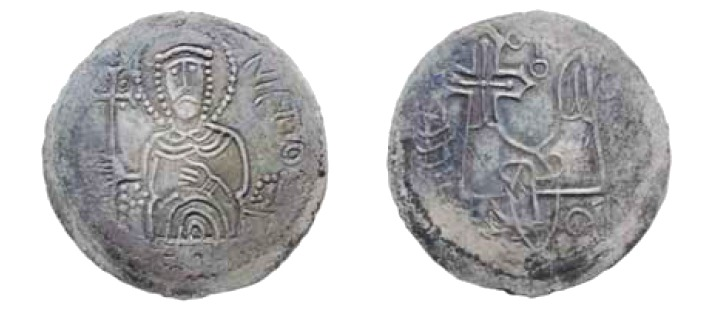
スヴャトポルクの銀貨（Сребреник）

1015年、貢税（ダーニ）の支払を停止した息子ヤロスラフを懲罰するために遠征軍の準備をしていたウラジーミルが急死すると、キエフの人々の一部でウラジーミルが寵愛したボリスをキエフ大公に迎えようとする動きがあった。『原初年代記』によれば、このときキエフ大公の座を狙うスヴャトポルクはキエフ近郊の町ヴィシェゴロドの貴族らにボリスの殺害を指示したという。ペチェネグ人討伐のためウラジーミルから兵を与えられていたボリスは、配下の兵からの「スヴャトポルクを討つべきだ」という献言を退け、無抵抗のうちにリト川の付近で殺された。スヴャトポルクは続いて年端のいかぬ異母弟グレブにも暗殺者を送って殺害し、その遺体は暗殺者らによって「荒野の二本の丸太のあいだに投げ捨てられた」。
一方ヤロスラフは、ノヴゴロドでウラジーミル死去とボリスとグレブ殺害の報に触れた。ノヴゴロド市民とヴァリャーグ傭兵たちの支援を受けたヤロスラフは、1016年の晩秋、リューベチ近郊でドニエプル川を挟んでスヴャトポルクと3か月間ほど対峙し、湖が結氷してペチェネグからの援軍を得られなくなったスヴャトポルクを破った。『ノヴゴロド第一年代記』によると、スヴャトポルク軍にヤロスラフ側と内通する者がおり、この内通者の情報を得て夕方渡河したヤロスラフ軍が夜戦でスヴャトポルク軍を破ったという。敗れたスヴャトポルクはポーランドに落ち延び、義父ボレスワフ勇敢王を頼ったが、ボレスワフはこれをむしろキエフ・ルーシ侵攻の好機と捉えた。
1018年、スヴャトポルクはボレスワフ王率いるポーランド軍の助力を得てヴォルイニでヤロスラフを破り、ヤロスラフはノヴゴロドへ退散した。だが、この後キエフを支配したのはスヴャトポルクではなくボレスワフであった。ボレスワフは部下に「食糧を求めに私の従士団を（手分けして）町々に行かせよ」と命じ、ポーランド兵は「食を得るために」キエフに留まり続けた。ここに至ってスヴャトポルクはボレスワフ王と決別し、「町中にいるすべてリャヒ（ポーランド人）を殺せ」と人々にポーランド人の殺害を命じたため、ボレスワフは略奪品と共にポーランドに引き上げたが、その過程でチェルヴェンの諸都市を占領した。
ボレスワフが去った後スヴャトポルクは改めて公としてキエフを治めはじめたが、又もヤロスラフ軍の襲撃を受け、今度はペチェネグへと逃亡した。1019年、スヴャトポルクはペチェネグの大軍を引き連れヤロスラフ討伐を図り、キエフ南方のリト川付近で交戦した。夜明けと共に始まった戦いは「かつてルーシにはなかった」「血が谷間を流れる」（『原初年代記』）ほどの激しい戦闘となったが、夕方近くになるとヤロスラフ軍が勝利し、スヴャトポルクは敗走した。敗れたスヴャトポルクはリャヒ（ポーランド王国）とチェヒ（チェコ）の間の荒野へと落ち延び、『原初年代記』によれば「悪魔が彼を襲った」ため馬にも乗れないほど衰弱し、病に伏せてその生涯を終えた。

## 異説

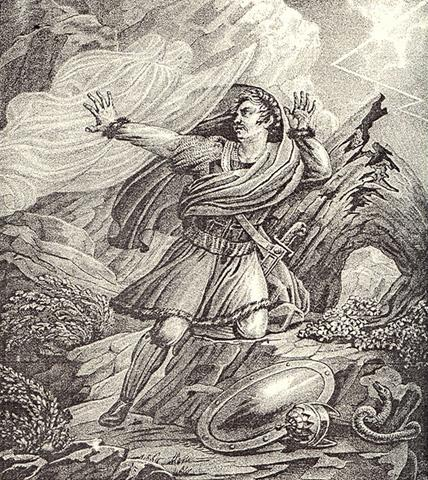
19世紀、ボリス・チョリコフによる銅版画 『敗れ去るスヴャトポルク』

スヴャトポルクによるボリスとグレブの殺害について、ニコライ・ニコラエヴィチ・イリインは1957年の著書（Ильин Н.Н. Летописная статья 6523 года и ее ис-точник, опыт анализа. М., 1957）で、ボリスを殺したのはスヴャトポルクではなくヤロスラフであり、『原初年代記』や物語の記述はヤロスラフの命により捏造されたものであるとの見方を示した。イリインが注目した「古代のサガ」のひとつ『エイムンドのサガ』によれば、ノルウェーのエイムンドはヴァリダマル（ウラジーミル）の死後ガルダリキ（ルーシ）に傭兵として入り、ヴァリダマルの息子ヤリスレイフと協力してその弟ブリスレイフを倒したという。イリインはこのヤリスレイフをヤロスラフに、ブリスレイフをボリスに同定し、ボリス殺害はヤロスラフによるものとの仮説を主張した。
この説に対し、北海道大学名誉教授の福岡星児は『ボリースとグレープの物語 (訳及び解説)』（1959年）の中で「実証的であり説得力も強い」と一定の評価を下したが、一方でサンクトペテルブルク大学歴史学部のН.И. ミリュチェンコらは史料学的な不安定さを指摘してこの仮説に異議を唱えている。